# The Minstrel Show
The Minstrel Show è il secondo album del gruppo hip hop statunitense Little Brother, pubblicato nel 2005.
| Recensione | Giudizio |
| ---------- | -------- |
| AllMusic   | [ 1 ]    |
| RapReviews | [ 2 ]    |
| HipHopDX   | [ 3 ]    |
| Vibe       | [ 4 ]    |

## Tracce
1. Welcome to the Minstrel Show – 1:17 (testo: Arnold Ingram, James Mitchell, Marvin Willis, Patrick Douthit, Phonte Coleman)
2. Beautiful Morning – 2:20 (testo: George David Weiss, Hugo Peretti, Luigi Creatore, Douthit, Coleman, Thomas Jones)
3. The Becoming – 2:05 (testo: Douthit, Coleman, Thomas Dulaine)
4. Not Enough (featuring Darien Brockington) – 4:30 (testo: Gene McFadden, John Whitehead, Douthit, Coleman, Jones, Victor Carstarphen)
5. Cheatin (featuring Mr. Diggs) – 3:43 (testo: Coleman, Jesse Sowa – musica: Piano Reeves)
6. Hiding Place (featuring Elzhi) – 4:00 (testo: Bobby Womack, Curtis Ousley, Jason Powers, Douthit, Coleman, Jones)
7. Slow It Down – 4:19 (testo: Curtis Gadson, Douthit, Coleman, Rollin Sanders, Jones)
8. Say It Again (featuring Chaundon, Pamela Graham) – 3:47 (testo: Jerry Jones, Douthit, Coleman, Jones, Ron Banks)
9. 5th and Fashion (Skit) – 1:19 (testo: M.L.N., Coleman, YahZarah – musica: Nicolay)
10. Lovin' It (featuring Joe Scudda) – 3:51 (testo: Joseph Griffin, Douthit, Coleman, Roger Joyce, Teddy Randazzo, Jones, Victoria Pike)
11. Diary Of A Mad Black Daddy (Skit)	0:40
12. All For You – 4:39 (testo: Douthit, Coleman, Jones, Michael Franks)
13. Watch Me – 4:19 (testo: Coleman, Jason, Henry Cosby, Sylvia Moy, Vicki Basmore – musica: Khrysis)
14. Sincerely Yours – 3:15 (testo: Douthit, Coleman, Larry Wade, Terry Callier)
15. Still Lives Through – 3:25 (testo: Douthit, Coleman, Jones)
16. The Minstrel Show Closing Theme – 1:28 (testo: A. Ingram*, J. Mitchell*, M. Willis*, P. Douthit*, P. Coleman*)
17. We Got Now (featuring Chaundon) – 4:34 (testo: F. St. Omer*, P. Douthit*, P. Coleman*, T. Jones*)

## Classifiche
| Classifica (2005)         | Posizione massima |
| ------------------------- | ----------------- |
| Stati Uniti               | 56                |
| US Top Rap Albums         | 11                |
| US Top R&B/Hip-Hop Albums | 19                |